# Hilda Cameron
Hilda Mary Cameron (* 14. August 1912 in Toronto; † April 2001 ebenda) war eine kanadische Leichtathletin und Olympiateilnehmerin.
Bei den Olympischen Spielen 1936 in Berlin gewann sie die Bronzemedaille mit der 4-mal-100-Meter-Staffel zusammen mit ihren Teamkolleginnen Dorothy Brookshaw, Mildred Dolson und Aileen Meagher, hinter dem Team der USA (Gold) und dem Team aus Großbritannien (Silber). Über 100 Meter schied sie im Vorlauf aus.